# Phaea scuticollis
Phaea scuticollis är en skalbaggsart som beskrevs av Bates 1872. Phaea scuticollis ingår i släktet Phaea och familjen långhorningar.
Artens utbredningsområde är:
- Costa Rica.
- Nicaragua.
- Panama.

Inga underarter finns listade i Catalogue of Life.